# پوم پوکو
پوم پوکو (انگلیسی: Pom Poko) فیلمی در ژانر کمدی، کمدی-درام، و فانتزی به کارگردانی ایسائو تاکاهاتا است که در سال ۱۹۹۴ منتشر شد.